# Ursula Wolf (Philosophin)

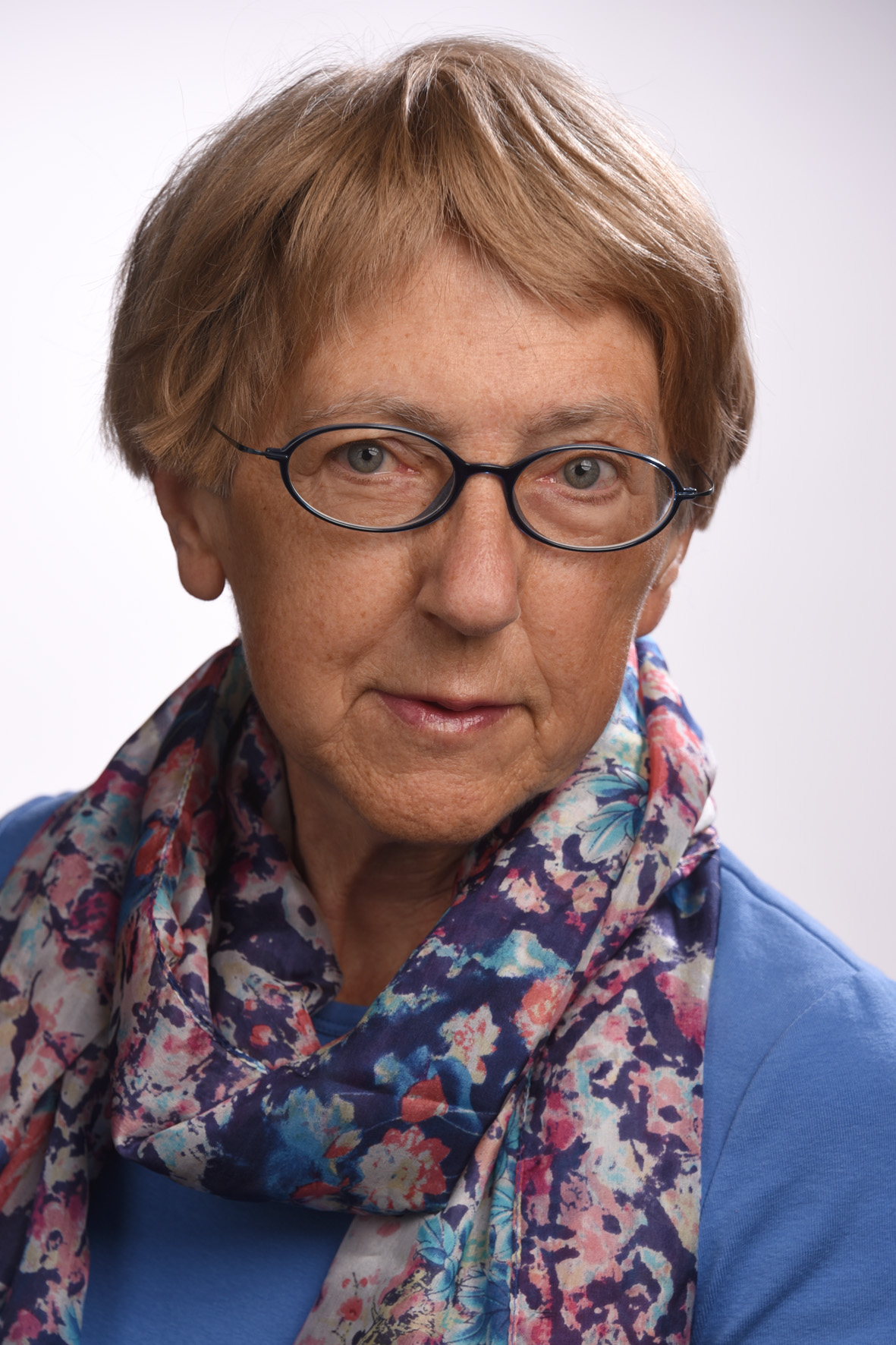
Ursula Wolf (2020)

Ursula Wolf (* 4. November 1951 in Karlsruhe) ist eine deutsche Philosophin. Ihre Arbeitsschwerpunkte sind die Philosophie der Antike (insbesondere Aristoteles und Platon) und die praktische Philosophie (insbesondere Handlungstheorie, Theorie des guten Lebens, Moraltheorie und Tierethik).

## Leben
Ursula Wolf studierte Philosophie und Klassische Philologie in Heidelberg, Konstanz und Oxford. Sie wurde 1978 in Heidelberg promoviert und habilitierte sich 1983 an der Freien Universität Berlin. Von 1984 bis 1987 war sie Professorin für Philosophie an der FU Berlin, von 1987 bis 1989 an der Universität Frankfurt und von 1989 bis 1998 erneut an der FU Berlin. Von 1998 bis 2019 hatte sie den Lehrstuhl Philosophie II an der Universität Mannheim inne, an der sie seither den Status einer Seniorprofessorin hat.
Von 2003 bis 2018 war Wolf Mitglied der Beratenden Kommission im Zusammenhang mit der Rückgabe NS-verfolgungsbedingt entzogenen Kulturguts, insbesondere aus jüdischem Besitz („Limbach-Kommission“).

## Veröffentlichungen
- Möglichkeit und Notwendigkeit bei Aristoteles und heute. Fink, München 1979; zweite Auflage unter dem Titel: Vermögen und Möglichkeit. Die Lehre des Aristoteles und die Debatte in der analytischen Philosophie. Metzler, Berlin 2020
- Übersetzung von: Gilbert Harman, Das Wesen der Moral. Eine Einführung in die Ethik. (suhrkamp taschenbuch wissenschaft 324). Suhrkamp, Frankfurt am Main 1981
- mit Ernst Tugendhat: Logisch-semantische Propädeutik. Reclam, Stuttgart 1983
- Das Problem des moralischen Sollens. de Gruyter, Berlin/New York 1984
- Herausgeberin: Eigennamen, Dokumentation einer Kontroverse. Suhrkamp, Frankfurt a. M. 1985
- Das Tier in der Moral. Klostermann, Frankfurt am Main 1990
- Aristoteles, Metaphysik (mit einer Einleitung herausgegeben). Rowohlt, Reinbek 1994
- Die Suche nach dem guten Leben. Platons Frühdialoge. Rowohlt, Reinbek bei Hamburg 1996
- Herausgeberin zusammen mit Anton Leist: Philippa Foot, Die Wirklichkeit des Guten. Moralphilosophische Aufsätze. S. Fischer, Frankfurt a. M. 1997
- Die Philosophie und die Frage nach dem guten Leben. Rowohlt, Reinbek 1999
- Aristoteles’ „Nikomachische Ethik“. Wissenschaftl. Buchgesellschaft, Darmstadt (Reihe Werkinterpretationen) 2002
- Aristoteles: Nikomachische Ethik. Rowohlt, Reinbek 2006 (Übersetzung mit Einleitung und Anmerkungen)
- Texte zur Tierethik. Reclam, Stuttgart 2008
- Ethik der Mensch-Tier-Beziehung. Klostermann, Frankfurt am Main 2012, ISBN 978-3-465-04161-0.
- Handlung, Glück, Moral. Suhrkamp Verlag, Berlin 2020

## Auszeichnungen
- 2006: Stipendium „Opus Magnum“ der Volkswagenstiftung und der Thyssen Stiftung
- 2012: Meyer-Struckmann-Preis für geistes- und sozialwissenschaftliche Forschung für herausragende Arbeiten im Themenfeld Praktische Philosophie[2]
- 2020: Ehrendoktorwürde der Universität Luzern[3]